# María de la O Lejárraga
Pour les articles homonymes, voir De la O.
María de la O Lejárraga García, née à San Millán de la Cogolla (La Rioja) le 28 décembre 1874 et morte en exil à Buenos Aires le 28 juin 1974, est une personnalité espagnole. 
Connue sous le nom de María de la O, également nommée María Martínez Sierra, elle est écrivaine, dramaturge et traductrice, et femme politique féministe et députée espagnole de la Seconde République.

## Biographie
María de la O Lejárraga García naît à San Millán de la Cogolla, La Rioja, le 28 décembre 1874.  
En 1900, elle épouse l'écrivain Gregorio Martínez Sierra, avec qui elle collabore en tant que co-auteur sur toutes les pièces qui sont publiquement créditées à son mari (elle est l'auteure principale des pièces, mais le secret est partagé entre eux deux). En 1920, elle programme notamment au Teatro Eslava de Madrid Le Maléfice du papillon, première pièce de théâtre du jeune Federico García Lorca.  
Après la mort de Gregorio Martínez Sierra, elle publie un mémoire intitulé Gregorio y yo («Gregorio et moi», 1953) dans lequel elle révèle une preuve de la paternité du travail commun. 
Au cours des années 1920 et 1930, Lejarraga est active dans de nombreux groupes féministes activistes. Elle devient secrétaire de la branche espagnole de l'International Woman Suffrage Alliance.  Lorsque l'Alliance des femmes pour l'éducation civique est créée en 1930, elle en est la première présidente.  
En 1931, avec Pura Maortua et María Rodrigo, elle fonde la Asociación Femenina de Educación Cívica, organisation féministe populairement appelée La Cívica (La Civique). De grandes personnalités, telles Clara Campoamor, María de Maeztu et Fernando de los Ríos, y donnent des cours. 
Aux élections générales espagnoles de 1933, María Lejárraga est élue au Congrès en tant que représentante du Parti socialiste à Grenade. Au milieu de 1933, le Comité mondial contre la guerre et le fascisme envoie une délégation en Espagne pour contacter les femmes intéressées à former une branche locale. Dolores Ibárruri, Encarnación Fuyola, Lucía Barón et Irene Falcón forment le Comité national des femmes contre la guerre et le fascisme (Comité Nacional de Mujeres Contra la Guerra y el Fascismo), branche espagnole du Comité mondial des femmes contre la guerre et le fascisme. María Lejárraga les aide à contacter des femmes républicaines et socialistes pour cette cause. 
María Lejárraga démissionne du Parlement après la dure action du gouvernement lors de la grève des mineurs asturiens de 1934. Au début de la guerre civile espagnole (1936-1939), elle est envoyée en Suisse par le gouvernement républicain comme attachée commerciale. En 1938, elle s'installe en France, puis à New York, Los Angeles, au Mexique, et enfin en 1953 à Buenos Aires, en Argentine, où elle meurt dans la pauvreté en 1974. 
María travaille comme traductrice toute sa vie - depuis les premières traductions publiées anonymement (Librería extranjera de Leonardo Williams, Vida Moderna, Helios) et les traductions publiées sous le nom de María Martínez Sierra pour la maison d'édition Garnier au début des années 1900, jusqu'aux nombreuses traductions de  théâtre publiées sous le nom de son mari de 1915 à 1930 et les traductions de prose et de théâtre publiées lors de son exil en Argentine (1950-1974) qui l'ont aidée à gagner sa vie jusqu'à sa mort. Comme elle l'écrit dans une lettre à Maria Lacrampe en 1962 : « La traduction, pour un écrivain familier avec l'exercice, est une forme exquise de paresse. L'autre est la lecture. ».

## Œuvres choisies
- María Martínez Sierra, Ante la República : conferencias y entrevistas (1931-1932), 232 p.
- María Martínez Sierra, Gregorio y yo, 394 p.
- María Martínez Sierra, Tragedia de la perra vida, 621 p.

### Note
1. ↑  Traducir, para un escritor que sabe su oficio, es una forma exquisita de pereza. La otra es leer